# John Van Boxmeer
John Van Boxmeer (né le 20 novembre 1952 à Petrolia, Ontario, au Canada) est un joueur professionnel canadien de hockey sur glace.

## Carrière de joueur
Alors qu'il était encore joueur junior, il reçut en 1972 un appel de son agent Alan Eagleson. Ce dernier annonça à son client, que l'équipe canadienne qui allait participer à la série du siècle avait besoin d'un défenseur d'âge junior pour remplacer Jacques Laperrière blessé. Il eut donc l'occasion de s'entraîner avec l'équipe sans toutefois participer à la série.
Il rejoint donc quelque temps après, l'organisation des Canadiens de Montréal, équipe qui l'avait repêché au 1er tour en 1972. Il y resta quelques saisons. Se trouvant sous-utilisé, il demanda à son entraîneur Scotty Bowman à être échangé. Son vœu fut exaucé, il se retrouva avec les Rockies du Colorado où il passa trois saisons avant d'être à nouveau échangé. Cette fois, c'est Scotty Bowman qui alla le chercher pour qu'il soit un membre actif de ses Sabres de Buffalo.
Après son passage à Buffalo, il joua quelques parties avec les Nordiques de Québec et dans la Ligue américaine de hockey avant de prendre sa retraite de hockeyeur. Il accepta le poste d'entraîneur-chef des Americans de Rochester après deux parties avec ces derniers lors de la saison 1984-1985.
En 2013, une année après avoir été licencié par le Lausanne HC et remplacé par Gerd Zenhäusern, il annonce mettre un terme à sa carrière d’entraîneur et devient observateur sportif pour les Sabres de Buffalo.

## Statistiques
Pour les significations des abréviations, voir Statistiques du hockey sur glace.
| Saison     | Équipe                          | Ligue      |     | Saison régulière | Saison régulière | Saison régulière | Saison régulière | Saison régulière |   | Séries éliminatoires | Séries éliminatoires | Séries éliminatoires | Séries éliminatoires | Séries éliminatoires |
| Saison     | Équipe                          | Ligue      | PJ  | B                | A                | Pts              | Pun              | PJ               | B | A                    | Pts                  | Pun                  |                      |                      |
| 1971-1972  | CMC's de Guelph                 | SOJHL      | 56  | 30               | 42               | 72               | 160              |                  |   |                      |                      |                      |                      |                      |
| 1972-1973  | Voyageurs de la Nouvelle-Écosse | LAH        | 76  | 5                | 29               | 34               | 139              | 13               | 1 | 6                    | 7                    | 26                   |                      |                      |
| 1973-1974  | Voyageurs de la Nouvelle-Écosse | LAH        | 47  | 8                | 20               | 28               | 78               |                  |   |                      |                      |                      |                      |                      |
| 1973-1974  | Canadiens de Montréal           | LNH        | 20  | 1                | 4                | 5                | 18               | 1                | 0 | 0                    | 0                    | 0                    |                      |                      |
| 1974-1975  | Voyageurs de la Nouvelle-Écosse | LAH        | 43  | 4                | 15               | 19               | 68               | 6                | 1 | 3                    | 4                    | 9                    |                      |                      |
| 1974-1975  | Canadiens de Montréal           | LNH        | 9   | 0                | 2                | 2                | 0                |                  |   |                      |                      |                      |                      |                      |
| 1975-1976  | Canadiens de Montréal           | LNH        | 46  | 6                | 11               | 17               | 31               |                  |   |                      |                      |                      |                      |                      |
| 1976-1977  | Canadiens de Montréal           | LNH        | 4   | 0                | 1                | 1                | 0                |                  |   |                      |                      |                      |                      |                      |
| 1976-1977  | Rockies du Colorado             | LNH        | 41  | 2                | 11               | 13               | 32               |                  |   |                      |                      |                      |                      |                      |
| 1977-1978  | Rockies du Colorado             | LNH        | 80  | 12               | 42               | 54               | 87               | 2                | 0 | 1                    | 1                    | 2                    |                      |                      |
| 1978-1979  | Rockies du Colorado             | LNH        | 76  | 9                | 34               | 43               | 46               |                  |   |                      |                      |                      |                      |                      |
| 1979-1980  | Sabres de Buffalo               | LNH        | 80  | 11               | 40               | 51               | 55               | 14               | 3 | 5                    | 8                    | 12                   |                      |                      |
| 1980-1981  | Sabres de Buffalo               | LNH        | 80  | 18               | 51               | 69               | 69               | 8                | 1 | 8                    | 9                    | 7                    |                      |                      |
| 1981-1982  | Sabres de Buffalo               | LNH        | 69  | 14               | 54               | 68               | 62               | 4                | 0 | 1                    | 1                    | 6                    |                      |                      |
| 1982-1983  | Sabres de Buffalo               | LNH        | 65  | 6                | 21               | 27               | 53               | 9                | 1 | 0                    | 1                    | 10                   |                      |                      |
| 1983-1984  | Express de Fredericton          | LAH        | 45  | 10               | 34               | 44               | 48               | 7                | 2 | 5                    | 7                    | 8                    |                      |                      |
| 1983-1984  | Nordiques de Québec             | LNH        | 18  | 5                | 3                | 8                | 12               |                  |   |                      |                      |                      |                      |                      |
| 1984-1985  | Americans de Rochester          | LAH        | 2   | 0                | 0                | 0                | 2                |                  |   |                      |                      |                      |                      |                      |
| Totaux LNH | Totaux LNH                      | Totaux LNH | 588 | 84               | 274              | 358              | 465              | 38               | 5 | 15                   | 20                   | 37                   |                      |                      |

## Trophées et honneurs personnels
- 1972 : nommé dans la 1re équipe d'étoiles de la SOJHL.

## Transactions en carrière
- 24 novembre 1976 : échangé aux Rockies du Colorado par les Canadiens de Montréal en retour du choix de 3e ronde du Colorado (Craig Levie) lors du repêchage d'entrée dans la LNH en 1979 et d'une somme d'argent.
- 5 octobre 1979 : échangé aux Sabres de Buffalo par les Rockies du Colorado en retour de René Robert.
- 3 octobre 1983 : sélectionné par les Nordiques de Québec des Sabres de Buffalo lors du repêchage intra-équipe.